# Campeonato Sudamericano de Baloncesto Femenino de 2001
El Campeonato Sudamericano de baloncesto Femenino de 2003 corresponde a la XXVII edición del Campeonato Sudamericano de Baloncesto Femenino, que es organizado por FIBA Americas. Fue disputado en la ciudad de Lima, en la provincia del mismo nombre en Perú, entre el 9 de junio y el 17 de junio de 2001 y clasifica a 3 equipos al Fiba Americas Femenino 2001 que clasifica al mundial

## Primera fase

### Grupo único
– Clasificados a la final.
     – Jugaran el partido por el tercer puesto.
|   | Equipo    | Pts | J | G | P | PF  | PC  | Dif  |
| - | --------- | --- | - | - | - | --- | --- | ---- |
| 1 | Brasil    | 12  | 6 | 6 | 0 | 685 | 321 | +364 |
| 2 | Argentina | 11  | 6 | 5 | 1 | 537 | 353 | +184 |
| 3 | Chile     | 10  | 6 | 4 | 2 | 446 | 453 | +13  |
| 4 | Perú      | 9   | 6 | 3 | 3 | 395 | 457 | -62  |
| 5 | Ecuador   | 8   | 6 | 2 | 4 | 362 | 534 | -172 |
| 6 | Venezuela | 7   | 6 | 1 | 5 | 423 | 504 | -81  |
| 7 | Bolivia   | 6   | 6 | 0 | 6 | 356 | 582 | -226 |

| 9 de junio, 16:30     | Brasil                | 84-81                 | Argentina |  |
|                       |                       |                       |           |  |
| Parciales: -, -, -, - | Parciales: -, -, -, - | Parciales: -, -, -, - | Lima      |  |

| 9 de junio, 18:30     | Brasil                | 120-54                | Chile |  |
|                       |                       |                       |       |  |
| Parciales: -, -, -, - | Parciales: -, -, -, - | Parciales: -, -, -, - | Lima  |  |

| 9 de junio, 21:00     | Brasil                | 111-41                | Perú |  |
|                       |                       |                       |      |  |
| Parciales: -, -, -, - | Parciales: -, -, -, - | Parciales: -, -, -, - | Lima |  |

| 10 de junio, 14:30    | Brasil                | 111-38                | Ecuador |  |
|                       |                       |                       |         |  |
| Parciales: -, -, -, - | Parciales: -, -, -, - | Parciales: -, -, -, - | Lima    |  |

| 10 de junio, 18:30    | Brasil                | 114-61                | Venezuela |  |
|                       |                       |                       |           |  |
| Parciales: -, -, -, - | Parciales: -, -, -, - | Parciales: -, -, -, - | Lima      |  |

| 10 de junio, 20:30    | Brasil                | 145-46                | Bolivia |  |
|                       |                       |                       |         |  |
| Parciales: -, -, -, - | Parciales: -, -, -, - | Parciales: -, -, -, - | Lima    |  |

| 11 de junio, 14:30    | Argentina             | 73-59                 | Chile |  |
|                       |                       |                       |       |  |
| Parciales: -, -, -, - | Parciales: -, -, -, - | Parciales: -, -, -, - | Lima  |  |

| 11 de junio, 18:30    | Argentina             | 98-58                 | Perú |  |
|                       |                       |                       |      |  |
| Parciales: -, -, -, - | Parciales: -, -, -, - | Parciales: -, -, -, - | Lima |  |

| 11 de junio, 20:30    | Argentina             | 114-40                | Ecuador |  |
|                       |                       |                       |         |  |
| Parciales: -, -, -, - | Parciales: -, -, -, - | Parciales: -, -, -, - | Lima    |  |

| 12 de junio, 16:30    | Argentina             | 81-70                 | Venezuela |  |
|                       |                       |                       |           |  |
| Parciales: -, -, -, - | Parciales: -, -, -, - | Parciales: -, -, -, - | Lima      |  |

| 12 de junio, 18:30    | Argentina             | 90-42                 | Bolivia |  |
|                       |                       |                       |         |  |
| Parciales: -, -, -, - | Parciales: -, -, -, - | Parciales: -, -, -, - | Lima    |  |

| 12 de junio, 20:30    | Chile                 | 75-55                 | Perú |  |
|                       |                       |                       |      |  |
| Parciales: -, -, -, - | Parciales: -, -, -, - | Parciales: -, -, -, - | Lima |  |

| 13 de junio, 16:30    | Chile                 | 85-64                 | Ecuador |  |
|                       |                       |                       |         |  |
| Parciales: -, -, -, - | Parciales: -, -, -, - | Parciales: -, -, -, - | Lima    |  |

| 13 de junio, 18:30    | Chile                 | 80-72                 | Venezuela |  |
|                       |                       |                       |           |  |
| Parciales: -, -, -, - | Parciales: -, -, -, - | Parciales: -, -, -, - | Lima      |  |

| 13 de junio, 20:30    | Chile                 | 93-69                 | Bolivia |  |
|                       |                       |                       |         |  |
| Parciales: -, -, -, - | Parciales: -, -, -, - | Parciales: -, -, -, - | Lima    |  |

| 14 de junio, 16:30    | Perú                  | 80-53                 | Ecuador |  |
|                       |                       |                       |         |  |
| Parciales: -, -, -, - | Parciales: -, -, -, - | Parciales: -, -, -, - | Lima    |  |

| 14 de junio, 18:30    | Perú                  | 75-67                 | Venezuela |  |
|                       |                       |                       |           |  |
| Parciales: -, -, -, - | Parciales: -, -, -, - | Parciales: -, -, -, - | Lima      |  |

| 14 de junio, 20:30    | Perú                  | 86-53                 | Bolivia |  |
|                       |                       |                       |         |  |
| Parciales: -, -, -, - | Parciales: -, -, -, - | Parciales: -, -, -, - | Lima    |  |

| 15 de junio, 16:30    | Ecuador               | 83-69                 | Venezuela |  |
|                       |                       |                       |           |  |
| Parciales: -, -, -, - | Parciales: -, -, -, - | Parciales: -, -, -, - | Lima      |  |

| 15 de junio, 18:30    | Ecuador               | 84-75                 | Bolivia |  |
|                       |                       |                       |         |  |
| Parciales: -, -, -, - | Parciales: -, -, -, - | Parciales: -, -, -, - | Lima    |  |

| 15 de junio, 20:30    | Venezuela             | 84-71                 | Bolivia |  |
|                       |                       |                       |         |  |
| Parciales: -, -, -, - | Parciales: -, -, -, - | Parciales: -, -, -, - | Lima    |  |

### Partido del 5 lugar
| 17 de junio, 15:30    | Ecuador               | 87 - 73               | Venezuela |  |
|                       |                       |                       |           |  |
| Parciales: -, -, -, - | Parciales: -, -, -, - | Parciales: -, -, -, - | Lima      |  |

## Fase final

### Partido del 3 lugar
| 17 de junio, 15:30    | Chile                 | 80 - 61               | Perú |  |
|                       |                       |                       |      |  |
| Parciales: -, -, -, - | Parciales: -, -, -, - | Parciales: -, -, -, - | Lima |  |

### Final
| 17 de junio, 15:30    | Brasil                | 94 - 90               | Argentina |  |
|                       |                       |                       |           |  |
| Parciales: -, -, -, - | Parciales: -, -, -, - | Parciales: -, -, -, - | Lima      |  |

| Brasil               |
| Campeón Brasil       |
| Décimo Octavo Título |

## Clasificación
| Posición | Equipo    |
| -------- | --------- |
| 1        | Brasil    |
| 2        | Argentina |
| 3        | Chile     |
| 4        | Perú      |
| 5        | Ecuador   |
| 6        | Venezuela |
| 7        | Bolivia   |

## Clasificados al FIBA Americas Femenino 2001
| Bandera de Brasil | Bandera de Argentina | Bandera de Chile |
| Brasil            | Argentina            | Chile            |
| ----------------- | -------------------- | ---------------- |